# Fotodrama stworzenia
Fotodrama stworzenia (tytuł oryginalny ang. Photo-Drama of Creation) – amerykański film religijny, przygotowywany w latach 1912–1913 przez Towarzystwo Strażnica. Fotodrama stworzenia była epicką prezentacją, która przedstawiała obraz dziejów od stworzenia świata do zakończenia tysiącletniego panowania Chrystusa zgodnie z wierzeniami Badaczy Pisma Świętego. Była to pierwsza ekranizacja zawierająca ruchomy film oraz kolorowe przeźrocza zsynchronizowane z muzyką oraz nagraną narracją  . Celem realizacji tej prezentacji było możliwie szerokie przedstawienie zamierzenia Bożego przed upływem 1914 roku, uważanego przez Badaczy Pisma Świętego za punkt zwrotny w tym zamierzeniu.

## Opis

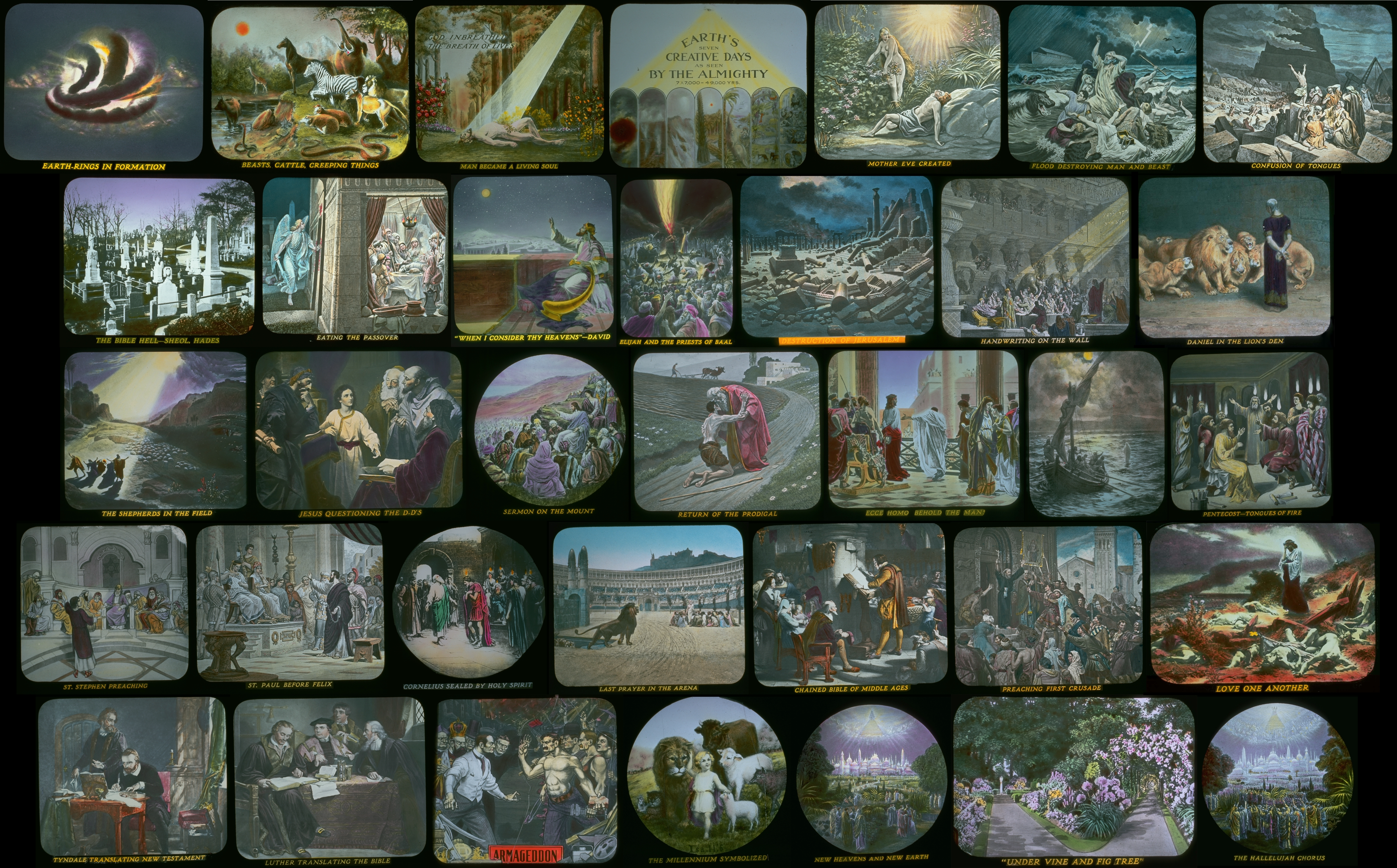
Przykładowe slajdy Fotodramy stworzenia w układzie chronologicznym

Do Fotodramy stworzenia przygotowano wysokiej jakości nagrania muzyczne oraz 96 płyt patefonowych. Znajdowało się na nich 96 krótkich wykładów biblijnych czytanych przez Harry’ego E. Humphreya (1873–1947), zawodowego spikera radiowego . W pierwszej połowie 1914 dodano krótki film wprowadzający z komentarzem Charlesa T. Russella, który zaczynał się słowami: „ISBA – Międzynarodowe Stowarzyszenie Badaczy Pisma Świętego – przedstawia Fotodramę stworzenia. Celem projekcji jest edukacja religijno-naukowa oraz obrona Biblii”. Wykonano setki obrazów i ilustracji ręcznie kolorowanych, dla których akompaniamentem była muzyka klasyczna. Wśród wykorzystanych utworów były: Narcyz Ethelberta Nevina (1891), Humoreska Antonína Dvořáka (1894) czy Uciekaj niczym ptak na górę (Ps 11). Fotodrama zawierała zestaw filmów i około 500 kolorowych szklanych przezroczy, przedstawiających znane sceny biblijne. W trakcie prezentacji technicy synchronizowali obraz z dźwiękiem .
Większość filmów wykorzystanych w Fotodramie, jak również wiele przezroczy, została zakupiona w komercyjnych wytwórniach. Były one następnie ręcznie kolorowane, klatka po klatce, przez profesjonalnych artystów z Filadelfii, Nowego Jorku, Paryża i Londynu. Pracę tę wykonywały również zespoły ochotników, pracujące w pracowni artystycznej w Domu Betel w Brooklynie. Zespoły te przygotowywały również zamienniki uszkodzonych przezroczy. Na potrzeby filmu nagrano też własny materiał filmowy w pobliskim mieście Yonkers. W roli patriarchów biblijnych, Abrahama i Izaaka oraz anioła wystąpili Badacze Pisma Świętego należący do rodziny Betel . Do nagrania scen z Noem użyto większości zwierząt z ogrodu zoologicznego. Oprócz scen biblijnych, ukazywała też ciekawe zjawiska, takie jak np. rozwijanie się kwiatu lub wykluwanie pisklęcia, utrwalone metodą zdjęć poklatkowych.
Koszt produkcji wyniósł 300 tysięcy dolarów. Fotodrama stworzenia ukazała się trzynaście lat wcześniej niż pierwsze udźwiękowione ruchome filmy kolorowe wyświetlane w amerykańskich kinach.

## Wyświetlanie

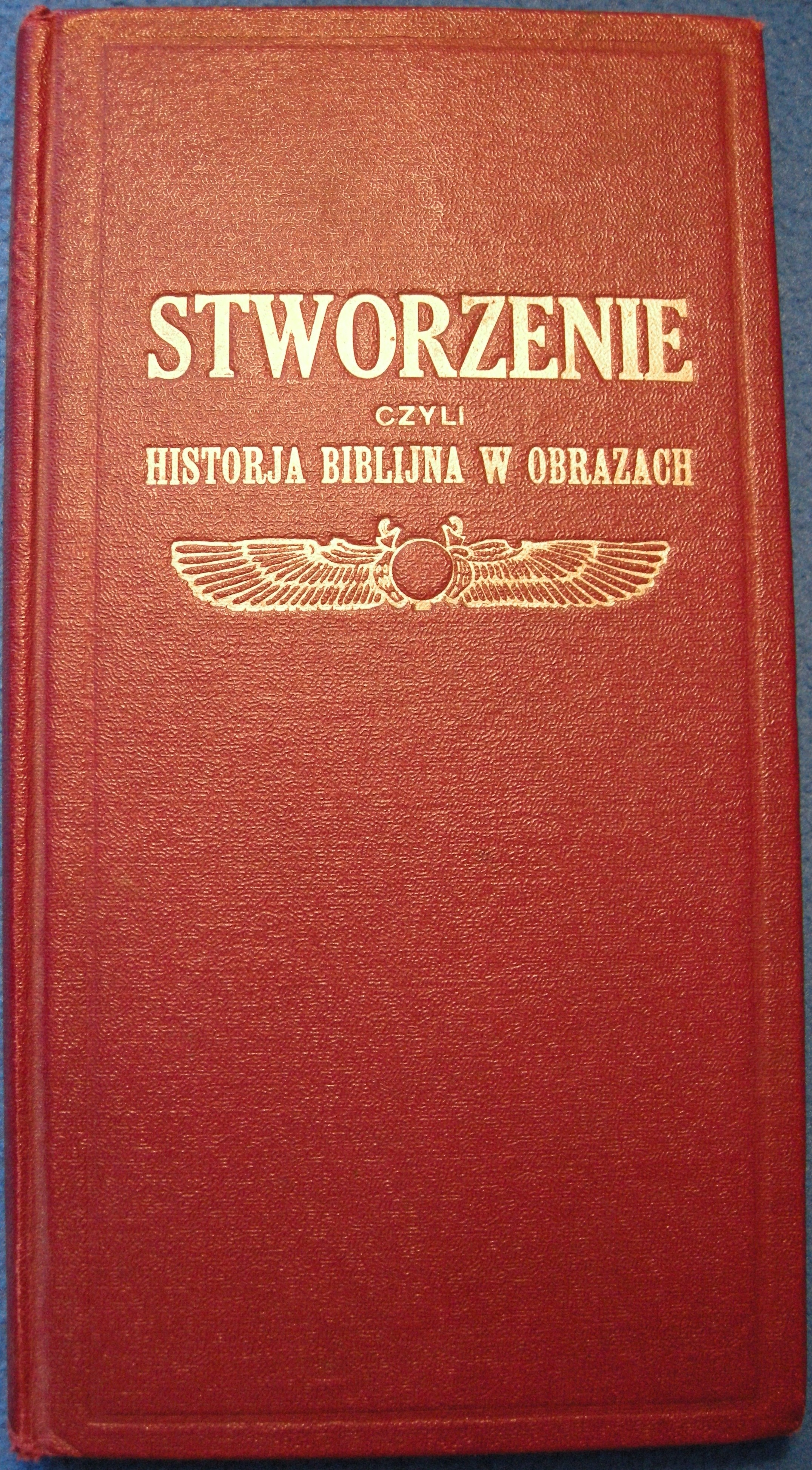
Forma książkowa Fotodramy. Edycja polska

Premiera odbyła się 11 stycznia 1914 roku, w teatrze Temple, należącym wówczas do Międzynarodowego Stowarzyszenia Badaczy Pisma Świętego (IBSA), który znajdował się w zachodniej części Nowego Jorku  przy West 63rd Street na Manhattanie. Premierowy pokaz obejrzało 5000 widzów, a dla wielu innych zabrakło wolnych miejsc. Czas trwania projekcji wynosił 8 godzin i zalicza się do najdłuższych filmów w historii. Prezentacja, składająca się z czterech części, pokazywała dzieje od stworzenia świata do końca Millennium.
Wydano również scenariusz filmu w formie książkowej pt. Stworzenie czyli historja biblijna w obrazach (ang. Scenario of the Photo-Drama of Creation). Książka zawierała 400 ilustracji oraz zestaw krótkich lekcji, dotyczących spraw doktrynalnych, historycznych i naukowych. Widzowie otrzymywali darmowe egzemplarze Scenariusza oraz ozdobne spinki z podobizną 12-letniego Jezusa oraz napisem „Pax”, co miało przypominać noszącym je o ich roli „synów pokoju” . Podobizna ta pochodziła z obrazu Heinricha Hofmanna (1824–1911) zatytułowanego „Der Jesusknabe im Tempel”, który również był pokazywany w ramach prezentacji. Książka została również wydana i była kolportowana w tych językach i krajach, w których nie był wyświetlany film, m.in. w Rumunii, na Węgrzech i Meksyku.
Bezpłatne projekcje organizowano w taki sposób, aby codziennie można je było obejrzeć w 80 miastach (w szczytowym momencie posiadano 20 czteroczęściowych zestawów), dzięki czemu codziennie korzystało z nich około 35 tysięcy widzów. Towarzystwo Strażnica opracowało plan, aby ją pokazać w każdym amerykańskim mieście, liczącym co najmniej 5000 mieszkańców. Pierwsze sześć kopii wyświetlano w Nowym Jorku, Cincinnati, Cleveland, St. Luis, Toledo i Bostonie. Tylko w pierwszym roku wyświetlania Fotodramę stworzenia obejrzało ponad 9 milionów ludzi na trzech kontynentach: w Ameryce Północnej, w Europie i w Australii. Do końca 1916 roku Fotodrama stworzenia została przetłumaczona na języki: duńsko-norweski, francuski, grecki, hiszpański, niemiecki, ormiański, polski, szwedzki i włoski.
W czerwcu 1914 roku rozpoczęto wyświetlanie Fotodramy stworzenia w Wielkiej Brytanii w wypełnionych widzami salach w Glasgow i w Londynie. We wrześniu Fotodrama dotarła do kolejnych krajów europejskich: Danii, Finlandii, Niemiec, Szwajcarii i Szwecji, a w październiku obejrzeli ją widzowie w Australii i Nowej Zelandii. W grudniu 1914 roku rozpoczęto wyświetlanie w Norwegii, w roku 1915 na Fidżi, w 1916 roku w Afryce Południowej, Gujanie i Indiach, a w roku 1917 na Cejlonie (obecna Sri Lanka). W Palestynie i we Francji w roku 1920, w Austrii i na Trynidadzie w 1922 roku, w Hiszpanii w 1927 roku, w Albanii w 1928 roku, w Czechosłowacji w 1929 roku, w Jugosławii w roku 1931, na Saint Vincent w roku 1932, a na Ukrainie i Złotym Wybrzeżu (obecna Ghana) w latach 30. XX wieku.
W Polsce film pojawił się na początku lat dwudziestych XX wieku, kilkakrotnie był wyświetlany w największych salach. Po II wojnie światowej, w 1947 roku Wolni Badacze Pisma Świętego wyświetlali slajdy pochodzące z książki Stworzenie czyli historja biblijna w obrazach. Otrzymali w tym celu zgodę od Głównego Urzędu Kontroli Prasy, Publikacji i Widowisk – z wyłączeniem dwóch slajdów znajdujących się na stronach 92 i 94. Ocenzurowane slajdy przedstawiały Rewolucję francuską i biblijnego Samsona jako apoteozę socjalizmu.

## Części
- I. – pokazywała historię biblijną od stworzenia świata, poprzez potop do czasów Abrahama;
- II. – ukazywała historię postępowania Boga z Izraelitami od wyjścia z Egiptu po czasy królów judzkich;
- III. – przedstawiała zniszczenie świątyni Salomona i spełnienie się proroctw na Mesjaszu;
- IV. – pokazywała historię zboru pierwszych chrześcijan, ich prześladowanie oraz ukazywała, ile jeszcze osób czeka na orędzie Królestwa Bożego.

## Inne wersje
- Dramat Eureka – skrócona wersja Fotodramy stworzenia wydana w sierpniu 1914 roku, bez części filmowej w postaci płyt i przeźroczy. Zestaw ten ważył 14 kg. Zawierał wszystkie 96 wykładów jak wersja pełna, jednak niektóre były krótsze. Wyświetlany był przez dwie osoby na terenach wiejskich i mniej zaludnionych[9]. Dramat Eureka miał trzy wersje. „Dramat Eureka Y” zawierał kolorowe przeźrocza, które pokazywano wraz z nagranymi przemówieniami biblijnymi i muzyką. Projektor do przezroczy, znajdujący się w tym zestawie, nie potrzebował energii elektrycznej – do uzyskania światła używano lampy karbidowej. Zespół wyświetlający używał dramatowozu, czyli specjalnego pojazdu do przewożenia sprzętu, bagaży oraz wyposażenia biwakowego i kuchennego[36]. „Dramat Eureka X”  oraz znacznie krótsza wersja „Dramat Eureka Family” (przeznaczona do użytku domowego) zawierały już tylko sam dźwięk (nie pokazywano przezroczy i ruchomych obrazów). Do końca 1914 roku w Stanach Zjednoczonych którąś z wersji Dramatu Eureka zaprezentowano przeszło 70 tys. widzów[6], a według niepełnych danych z roku 1915 już przeszło 1 mln osób[36]. Wydano również w trzech tomach scenariusz filmu w formie książkowej[37].
- Dramat stworzenia – późniejsza niemiecka wersja Fotodramy stworzenia wydana w 1928 roku. Na początku lat dwudziestych niemieckie taśmy „Fotodramy” uległy prawie całkowitemu zniszczeniu. Poza tym władze w Europie Środkowej nie zezwalały na przekazywanie orędzia biblijnego przez rozgłośnie radiowe. Dlatego uznano, że skuteczną metodą będzie publiczne wyświetlanie Dramatu stworzenia. W tym celu Towarzystwo Strażnica zakupiło kilka taśm kroniki filmowej, a także filmy o tematyce biblijnej. Filmy te następnie przerabiano usuwając z nich części niestosowne łącząc z innymi filmami tak, by nadawały się do wyświetlania. W ten sposób powstały zupełnie nowe filmy o długości od 5000 do 6000 metrów. Również stare przeźrocza zastąpiono nowymi, pochodzącymi z książki „Stworzenie” lub z innych publikacji Towarzystwa Strażnica, czy też przezroczami kupowanymi w sklepach. Ponieważ nie znano wtedy jeszcze fotografii kolorowej członek niemieckiej rodziny Betel, Wilhelm Schumann, kolorował czarno-białe zdjęcia oraz namalował wiele nowych przeźroczy, inspirując się ilustracjami z najnowszych publikacji Towarzystwa Strażnica[38]. W 1927 roku Hans Decker wzbogacił Fotodramę Stworzenia informacjami z nowej książki Towarzystwa Strażnica pt. „Stworzenie”, a nawet zaczerpnął z niej tytuł Dramat Stworzenia. Muzykę do tej wersji opracował Erich Frost. Dodano też nowy film. Film trwał 8 godzin, a projekcja była podzielona na części i odbywała się przez kilka kolejnych wieczorów. Na premierze projekcji filmu w berlińskim Pałacu Sportu obecnych było około 10 tysięcy widzów[39]. W 1931 roku Środkowoeuropejskie Biuro Oddziału w Bernie w Szwajcarii opracowali podobne programy dla innych krajów Europy. Dlatego też Dramat stworzenia, oprócz Niemiec, był wyświetlany w Austrii, Czechosłowacji, Francji, Holandii, Luksemburgu, Szwajcarii i Jugosławii, a także prezentowany niemieckojęzycznym widzom w innych krajach, w tym w Polsce. Wraz ze zmieniającą się sytuacja w Europie, w filmie uwzględniano bieżące wydarzenia. Kiedy rodzina Świadków Jehowy o nazwisku Denz przemyciła z Niemiec do Szwajcarii raporty o prześladowaniu Świadków Jehowy, te informacje znalazły się w Dramacie stworzenia. Pokazano w nim również informację, że duchowni poparli partię nazistowską. Kiedy rozpoczęły się prześladowania Świadków Jehowy z powodu ich neutralności, również ukazano to w projekcji. Naziści próbowali zniszczyć sprzęt i nie dopuścić do kolejnych projekcji. Do kwietnia 1933 roku, gdy w Niemczech wprowadzono zakaz działalności Świadków Jehowy, projekcje organizowane przez niemieckie Biuro Oddziału obejrzało blisko milion osób. Tylko w ostatnim półroczu przez wprowadzeniem zakazu odbyło się 160 projekcji, które obejrzało około 300 tysięcy widzów. W ostatnim sprawozdaniu tuż przed wybuchem II wojny światowej, w samej tylko Szwajcarii odbyło się 20 projekcji, które obejrzało 19 tysięcy widzów[40][39].

## Wystawa
W październiku 2012 roku w Biurze Głównym Świadków Jehowy w Nowym Jorku otwarto wystawę, która zawiera między innymi krótki film z fragmentem wstępu do „Fotodramy” oraz ponad 500 kolorowych slajdów z tego filmu.